# L'Aventurier du Rio Grande
Pour plus de détails, voir Fiche technique et Distribution.
L'Aventurier du Rio Grande (The Wonderful Country) est un film américano-mexicain réalisé par Robert Parrish, sorti en 1959.

## Synopsis
Martin Brady, qui a abattu l'assassin de son père, a fui le Texas pour le Mexique, où il est devenu le « pistolero » des frères Castro. L'aîné, Cipriano, devient le gouverneur de la province qui jouxte le Rio Grande. Alors que Brady achemine des armes vers l'autre Castro, Marcos, général de son état, son cheval fait une embardée et retombe sur lui. La jambe fracturée, Brady est immobilisé durant deux mois dans un fort de l'armée américaine. Là, il lie connaissance avec la belle Ellen Colton, l'épouse du commandant. Ce dernier voudrait l'employer à son service afin d'obtenir des renseignements sur la position des Apaches dans la région et sur les intentions des frères Castro. Hélas, alors qu'il songe à s'installer au Texas, Brady commet un meurtre en état de légitime défense. Revenu au Mexique, las de la violence des armes, Brady refuse d'assumer une nouvelle mission, que lui commande Cipriano : celle d'assassiner son ambitieux frère, Marcos, soupçonné de vouloir le renverser pour prendre sa place de gouverneur de la province. De nouveau en fuite, Brady accompagne le détachement du commandant Colton en lutte contre un groupe d'Apaches. Or Colton est grièvement blessé. Après la mort de ce dernier, et ayant aussi appris la mort de Cipriano Castro, Brady se prépare à retraverser le Rio Grande. Peut-être, en Amérique, retrouvera-t-il Ellen ?
Américain parti vivre au Mexique, Brady n'a jamais été reconnu pleinement par les Mexicains comme un des leurs. De manière analogue, les soldats du major Colton, qui sont en majorité des Noirs, ne se sentent pas vraiment chez eux sur le territoire où ils ont été envoyés et où ils sont censés combattre les Apaches.

## Fiche technique
- Titre : L'Aventurier du Rio Grande
- Titre original : The Wonderful Country
- Réalisation : Robert Parrish
- Scénario : Robert Ardrey d'après le roman de Thomas C. Lea III (en)
- Photographie : Floyd Crosby et Alex Phillips
- Musique : Alex North
- Montage : Michael Luciano
- Effets spéciaux : Lester Swartz
- Production : Robert Mitchum et Chester Erskine
- Distribution : United Artists
- Pays d'origine :  États-Unis |  Mexique
- Format : Couleur (Technicolor) — 35 mm — 1,66:1 — Son : Mono
- Genre : Western
- Durée : 98 minutes
- Dates de sortie : 
  - États-Unis : 21 octobre 1959
  - France : 8 octobre 1960

## Distribution
- Robert Mitchum (VF : Roger Tréville) : Martin Brady
- Julie London (VF : Paule Emanuele) : Ellen Colton
- Gary Merrill (VF : Claude Péran) : Major Stark Colton
- Albert Dekker (VF : Paul Bonifas) : Le capitaine Rucker
- Jack Oakie (VF : Richard Francœur) : Travis Hyte
- Charles McGraw (VF : Claude Bertrand) : Le docteur Stovall
- Satchel Paige : Tobe Sutton
- Anthony Caruso (VF : Pierre Morin) : Santiago Santos
- Mike Kellin (VF : Marcel Bozzuffi) : Pancho Gil
- Pedro Armendáriz (VF : Jean-Henri Chambois) : Cipriano Castro
- Victor Mendoza (VF : Jean Violette) : Le général Castro
- Thomas C. Lea III (en) (VF : Pierre Michau) : Peebles
- Jay Novello (VF : Jean Daurand) : Diego Casas
- John Banner (VF : Jacques Berlioz) : Ben Sterner
- Max Slaten (VF : Jacques Ferrière) : Chico Sterner
- Margarito Luna : Marguerito Luna
- Joe Haworth (VF : Jacques Deschamps) : Stoker
- Chuck Roberson (VF : Serge Sauvion) : Barton
- Claudio Brook : Ruelle (non crédité)

Cascades
Jack N. Young

## Commentaires
- « La note dominante de ce western est le manque de rythme interne ; il serpente paresseusement au long d'un scénario ni meilleur ni pire que bien d'autres. Le réalisateur et Robert Mitchum semblent avoir confondu romantisme et absence de jeu ; seule la séquence de l'embuscade vient relever un ensemble assez morne ; les acteurs de second plan sont également de peu d'expression. Par contre, la photographie et la couleur sont admirables[1]. »
- Une vision divergente émane d'autres historiens du cinéma. Jacques Lourcelles estime qu'avec The Wonderful Country (rebaptisé L'Aventurier du Rio Grande en France), Robert Parrish a donné le meilleur de lui-même. « Western mélancolique, lyrique par endroits [...] le film trouve son unité interne dans deux éléments forts : son thème principal, la régénérescence morale d'un homme pris entre deux modes de vie, deux cultures, deux patries, et la superbe composition de l'image qui donne aux hésitations du héros, aux vicissitudes de son destin  leur relief et leur densité particulière[2]. »
- De son côté, Robert Parrish confie : « C'est un film qui signifie tant de choses pour moi, qui m'est tellement personnel. Un film aux dimensions d'un pays. Je me souviendrai toujours de la dernière nuit de tournage. [...] Nous avions filmé la fête qui se déroule dans le village mexicain, et nous l'avons continuée pour de vrai. [...] Tout le monde pensait que l'on avait réalisé un chef-d'œuvre. Je sentais que j'avais réussi mon meilleur film, et cette nuit a été immense[3]. » Bertrand Tavernier qui connaissait intimement Parrish, pour avoir coréalisé avec lui Mississippi Blues (1983), classe, pour sa part, The Wonderful Country aux côtés des plus grands westerns de l'histoire du cinéma, « l'un des plus romanesques, dont deux scènes, parmi les plus belles, furent écrites par un écrivain de la Liste noire, Walter Bernstein »[4], précise-t-il.
- L'interprète principal, Robert Mitchum s'est intéressé au film au point d'en être devenu le producteur. Il a d'emblée aimé ce personnage d'aventurier vulnérable et déchu qu'il incarne de façon inventive[5]. Notons qu'Henry Fonda puis Gregory Peck, pressentis pour jouer ce rôle, ont décliné cette offre.